# Stołeczne Szefostwo Wojskowych Służb Informacyjnych
Stołeczne Szefostwo Wojskowych Służb Informacyjnych – komórka organizacyjna Wojskowych Służb Informacyjnych (JW 1079).
Jednostka przeformowana została w 2004 r. z Stołecznego Oddziału Kontrwywiadu Wojskowego. Zorganizowana była w trzy wydziały: I- KW, II- KW i III- SOP oraz Pion Ochrony Informacji Niejawnych z kancelarią tajną.
Głównymi zadaniami tej JW była ochrona kontrwywiadowcza jednostek podległych, prowadzenie postępowań sprawdzających zakończonych wydaniem poświadczeń bezpieczeństwa dla żołnierzy i pracowników Ministerstwa Obrony Narodowej oraz podległych komórek organizacyjnych.
Żołnierze SSzWSI byli w składzie polskich kontyngentów wojskowych na Bałkanach, w Iraku oraz w Afganistanie.